# Henri Jean-Baptiste de Bousmard de Chantereine

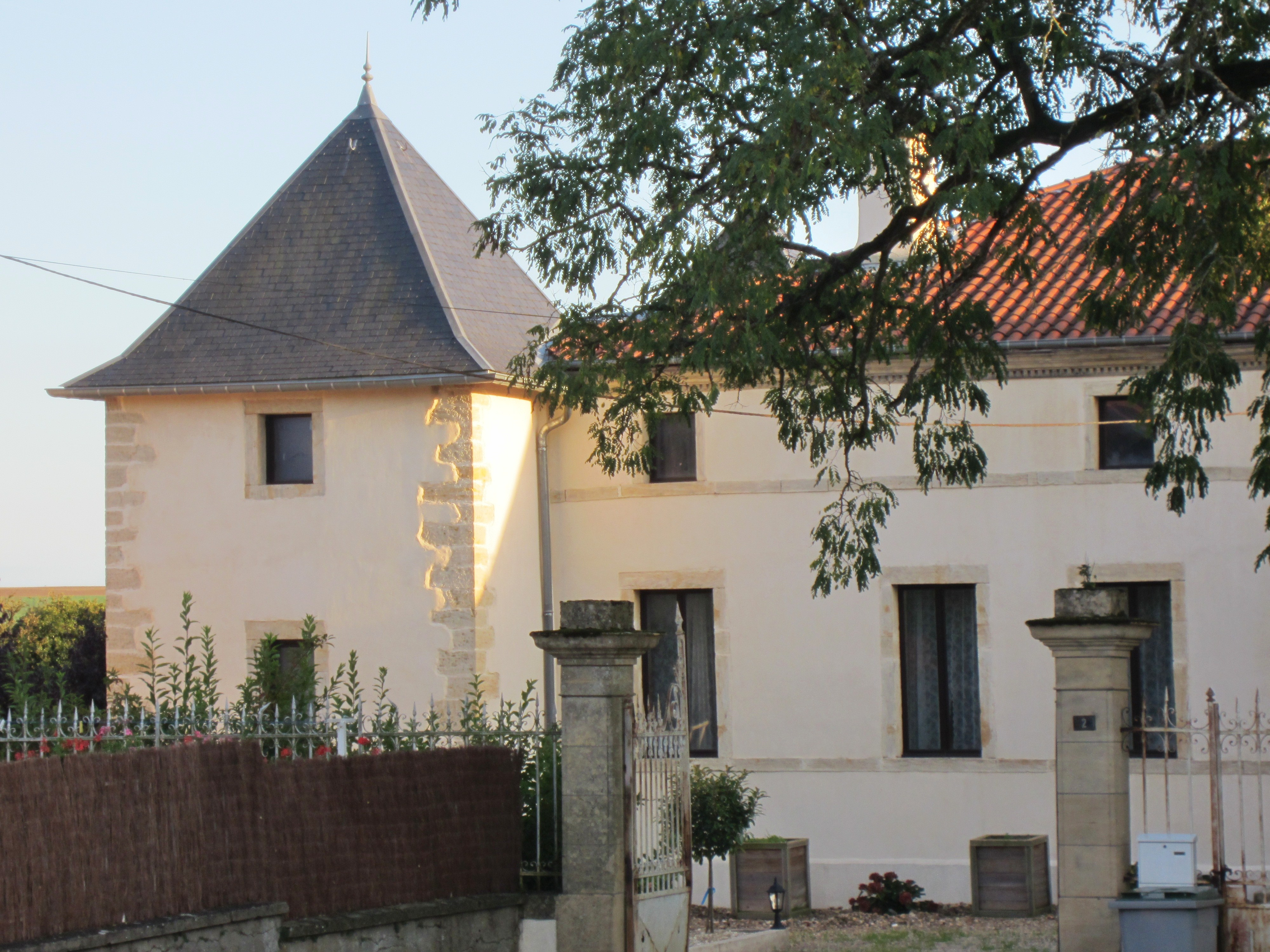
Le château de Joudreville (Meuse), propriété de J.-B. de Bousmard.

Henri Jean-Baptiste de Bousmard de Chantereine (né le 4 mars 1749 à Saint-Mihiel ; mort au combat le 5 mai 1807 à Dantzig) est un militaire et homme politique français, député de la noblesse pour le bailliage de Bar-le-Duc aux États généraux de 1789.

## Biographie sommaire
Fils de Charles Henry Ignace de Bousmard, président à mortier au Parlement de Metz et châtelain de Joudreville, il fut admis à l’École royale du génie de Mézières en 1765, et servit dans le corps du génie à partir de 1768, affecté successivement à Belfort, Brest, Rocroi et enfin Verdun. 
Chargé de rédiger le cahier de doléances de la noblesse, il y manifeste des préoccupations sociales et rédige à cette occasion un Catéchisme des droits et devoirs du Peuple. Choisi comme député représentant la Noblesse aux États Généraux le 16 mars 1789, il siégea parmi les modérés jusqu'au renvoi de l'Assemblée Nationale Constituante le 30 septembre 1791. Profondément royaliste (il avait voté en faveur du maintien au roi seul de la prérogative de paix et de guerre), il reprit du service actif lors de la défense de la place de Verdun comme capitaine. Il signa la reddition de la ville aux Prussiens à la place du commandant Beaurepaire, qui avait préféré se suicider plutôt que de se rendre. À la mi-septembre 1792, Bousmard émigre à Wiesbaden. C'est au cours de son exil outre-Rhin qu'il composa son fameux traité Essai général de Fortification (1797), dédié au roi de Prusse.
Poussé par la nécessité à reprendre du service, il s'engagea comme commandant dans l'armée prussienne et c'est ainsi qu'il mourut, tué par un éclat d'obus, au Siège de Dantzig (1807). Il a été fait chevalier de l'ordre Pour le Mérite. Selon Lepage, le traité de Bousmard, par l'importance qu'il donne aux ouvrages avancés, serait l'une des sources d'inspiration du traité de Chasseloup-Laubat.

## Écrits
- Henri-Jean-Baptiste Bousmard (1788), Mémoire sur cette question, Quels seroient les moyens compatibles avec les bonnes mœurs, d'assurer la conservation des bâtards, & d'en tirer une plus grande utilité pour l'état ?
- Henri Jean Baptiste de Bousmard, Essai général de fortification, Paris, Auselin, 1797 (réimpr. 1837 par le lieutenant-colonel A.-M. Augoyat) (lire en ligne)

### Sources
- Adolphe Robert et Gaston Cougny, Dictionnaire des parlementaires français, Paris, Edgar Bourloton, 1889-1891
- Bousmard de Chantereine, base de données sycomore de l'Assemblée Nationale
- (en) J.-D. Lepage, French Fortifications, 1715-1815 : An Illustrated History, Jefferson (N.C.), McFarland & Co. Inc., 2009, 274 p. (ISBN 978-0-7864-4477-9 et 0-7864-4477-0)